# Will Simpson
William Simpson (conocido como Will Simpson; Springfield, 9 de junio de 1959) es un jinete estadounidense que compitió en la modalidad de salto ecuestre. Participó en los Juegos Olímpicos de Pekín 2008, obteniendo una medalla de oro en la prueba por equipos (junto con McLain Ward, Laura Kraut y Elizabeth Madden).

## Palmarés internacional
| Juegos Olímpicos | Juegos Olímpicos  | Juegos Olímpicos | Juegos Olímpicos |
| Año              | Lugar             | Medalla          | Categoría        |
| ---------------- | ----------------- | ---------------- | ---------------- |
| 2008             | Hong Kong (China) | Medalla de oro   | Por equipos      |